# Donald Farley
Donald Thorn Farley Jr. (26 octobre 1933 - 13 mai 2018) était un physicien américain et professeur en ingénierie à l'Université Cornell. Il a été le pionnier de l'utilisation de la télédétection radar de l'ionosphère terrestre. Il a développé la théorie et la technique de l'observation par diffusion incohérente des fluctuations thermiques dans les plasmas. Aux États-Unis, environ 80 % des scientifiques spécialistes de la radiographie de l'ionosphère qui pratiquent la diffusion incohérente ont été formés par Farley ou par un de ses étudiants. Farley a été nommé J. Preston Levis professeur en ingénierie à l'Université Cornell. Quelques'un de ses principeaux collaborateurs sont John Dougherty, Tor Hagfors, Bela Fejer, Ronald Woodman, Michael Kelley et Wesley Swartz,.